# Dino D'Santiago
Dino D'Santiago, nome artístico de Claudino Jesus Borges Pereira (Quarteira, Faro,  13 de dezembro de 1982), anteriormente conhecido apenas pelo monónimo Dino, é um músico, compositor e ativista português de ascendência cabo-verdiana.

## Biografia
Dino d’Santiago é o nome artístico adotado pelo algarvio Claudino Pereira, nascido em Quarteira, no início da década de 80. Filho de pais cabo-verdianos, naturais da ilha de Santiago, cresceu no Bairro dos Pescadores, um antigo bairro de lata de Quarteira, para o qual os pais tinham ido morar ao chegarem a Portugal. 
Este bairro, que após a revolução do 25 de Abril, se tornou residência de emigrantes oriundos das antigas colónias portuguesas, nomeadamente de Angola, Cabo-Verde, Moçambique e São Tomé e Príncipe, começou a ser demolido em 1997.  É nesta altura que Dino, com 15 anos, vai morar no Bairro da Abelheira, com os pais e os irmãos. 
Aos 21 anos, vai morar para o Porto, onde fica 11 anos, seguindo-se Lisboa, onde fixa residência, passando temporadas na ilha de Santiago. 

## Percurso
A carreira musical de Dino d' Santiago teve início quando começou a cantar no coro da igreja, ainda em criança, seguindo o exemplo dos pais, que cantavam em coros e a cujos ensaios ele assistia. 
Nos anos 90 do século passado, com a chegada do hip-hop a Portugal, Dino é convidado por rappers que também moravam no Bairro dos Pescadores para fazer os ganchos nas músicas deles. É nesta altura que começa a compor. 
Torna-se conhecido em 2003, quando, ao acompanhar a sua amiga Carla de Sousa ao casting para a segunda edição da Operação Triunfo, é ouvido a cantar por um dos câmaras. Este pergunta ao rapper Virgul, dos Da Weasel, que era seu amigo, porque é que ele também não se inscrevia para o casting. Passa na selecção ao cantar uma música da banda de rap Black Company e alguns originais seus. 
É na Operação Triunfo que conhece Ludgero Rosas que o convence a mudar de nome artístico. Assim, Dino, que em 2008 havia lançado um primeiro álbum com o pseudónimo "Dino SoulMotion", passa a ser Dino d'Santiago, nome pelo qual é chamado em Cabo Verde, prestando assim homenagem à terra natal dos pais. 
Após a sua participação no concurso, Dino d' Santiago dedica-se a vários projectos de hip-hop, R&B e Soul. Colaborou com projetos como os Expensive Soul, para os quais fez coros. No fim da década de 2000, forma o seu próprio grupo, ao qual deu o nome de "Dino & The SoulMotion", e passou integrar o projeto Nu Soul Family - do qual fez parte parte durante 11 anos -, ao lado de nomes como Virgul.
A partir de setembro de 2022, passa a desempenhar o papel de mentor na 10ª temporada do The Voice Portugal.

## Prémios
Dino D'Santiago foi distinguido pela câmara municipal de Loulé com a Medalha de Mérito - Grau Ouro em 2021. É o artista que mais prémios recebeu nos Play - Prémios da Música Portuguesa, prémios anuais cuja primeira edição ocorreu em 2019. O projeto Nu Soul Family foi premiado com o MTV Europe Music Award para Melhor Artista Português em 2010. Em 2020, Dino d' Santiago voltou a ser nomeado de novo para o mesmo prémio, desta vez com o seu projeto a solo.  Em 2022, recebeu o prémio de Melhor Intérprete na edição desse ano dos Globos de Ouro.

## Controvérsias
Em outubro de 2020, a Sábado noticiou que um concerto intitulado "Juntos Pelo Iémen" - realizado a 12 de setembro de 2020, no Capitólio, em Lisboa -, que se destinaria à angariação de fundos para ajudar o país árabe - através da Médicos Sem Fronteiras - e cuja organizadora e promotora foi Cláudia Semedo, havia tido um custo cinco vezes maior ao total de fundos arrecadados. A Câmara Municipal de Lisboa, nessa altura liderada por Fernando Medina, adjudicou 10 mil euros a Semedo e esta distribuiu-os por dez artistas de renome, entre os quais Dino D'Santiago, que recebeu mil euros pelo espetáculo.
Em setembro de 2021, a Sábado volta a revelar outro caso em que aparecem os nomes da Câmara Municipal de Lisboa e Dino D'Santiago: o cantor era um dos artistas que então faziam parte da Comissão de Honra da recandidatura de Fernando Medina a edil que tinha sido contratado pela câmara da capital a prestar um serviço artístico (neste caso, uma atuação no dia 11 de outubro de 2018, realizada no âmbito da edição da ModaLisboa desse mesmo ano e que teve um custo de 6 mil euros), no mandato 2017 - 2021, liderado precisamente por Medina.
Contudo, a polémica pela qual Dino D'Santiago e outros artistas musicais haviam de ser alvo de falatório nacional surgiria em 2022: o cantor aceitou atuar na Festa do Avante! desse ano. A Festa do Avante! é um evento associado ao PCP, que foi o único partido com representação na Assembleia da República na 14ª e 15ª legislaturas da Terceira República Portuguesa que não condenou a Rússia pela invasão da Ucrânia, iniciada em fevereiro de 2022. Como resposta as críticas e às pressões para que não atuasse na Festa do Avante!, Dino D'Santiago, defendeu a sua atuação - que acabou mesmo por se realizar -, criticando um suposto ignorar por parte do Ocidente de outras guerras e crises humanitárias ocorridas fora do Europa, tendo citado, a título de exemplo, o Iémen.

## Discografia Seleccionada
Entre a sua discografia encontram-se: 

#### A Solo
- 2013 - Eva [23]
- 2016 - Unplugged (live)
- 2019 - Mundu Nôbu [24]
- 2019 - Sotavento  [25]

- 2020 - Kriola [26][27]
- 2021 - BADIU[28]
- 2023 - EVA (onti y hoji)[29]

#### Como membro de bandas
- 2008 - Eu e os Meus, Dino & The Soul Motion, no qual participaram nomes como Sam The Kid, Tito Paris, Valete, Pacman e Virgul dos Da Weasel, entre outros. [30][31]

- 2010 - Never Too Late to Dance, Nu Soul Family [32]
- 2012 - Unconditional Love, Nu Soul Family [33]

#### Produtor e director artístico:[34]
- 2020 - À Moda Quarteirense [34]

#### Participações
- 2012 - Chamam-lhe Fado, álbum de Jorge Fernando [35]
- 2019 - Nosso, álbum de Branko [36][37]
- 2020 - Melodramático, álbum dos HMB [38][39]

## Prémios e distinções
- 2010 - Os Nu Soul Company ganham o MTV Europe Music Award para Melhor Artista Português [40]
- 2011 -  Com a canção "O Amor É Mágico", os Expensive Soul (Dino faz parte do coro) ganham o Globo de Ouro de Melhor Música [41]
- 2013 - Os Expensive Soul ganham o Globo de Ouro para Melhor Grupo com Syphonic Experience [42]
- 2013 - O seu álbum Eva é considerado pelo júri dos Europe World Music Charts com um dos melhores do mundo [43][44]
- 2014 - Ganhou dois prémios nos Cabo Verde Music Awards: o de Melhor Álbum Acústico por EVA e Melhor Batuko/Kola San Jon com a canção Ka bu Tchora [44][45]
- 2019 - É o artista mais premiado na 1ª edição dos Play - Prémios da Música Portuguesa, ao ganhar os prémios: Melhor Artista Solo, Melhor Álbum e Prémio da Crítica [46][47]
- 2019 - Foi nomeado Personalidade do Ano na categoria de música, na 5ª edição dos prémios Somos Cabo Verde [48][49][50]
- 2019 - É eleito na distinção Men of The Year, pela revista internacional GQ Portugal, na categoria de Música.[6][51][52]
- 2019 - É destacado pela revista Rolling Stone, tornando-se no primeiro artista português a consegui-lo [53][6][10]
- 2020 - A plataforma de jornalismo musical Blitz elege o seu album Kriola como o Melhor do Ano [54]
- 2020 - É distinguido com a Medalha de Honra de Ouro pela Câmara Municipal de Loulé
- 2021 - Foi o artista mais premiado nos Play - Prémios da Música Portuguesa tendo recebido os prémios: Melhor Artista Masculino, Melhor Álbum com Kriola e Prémio da Crítica. [55][56]
- 2021 - Nomeado para os Globos  de Ouro, da SIC - Melhor intérprete e Melhor Música. [57][58]
- 2021 - Considerado pela Most Influential People of African Descent como um dos afrodescendentes mais influentes de 2021, com o suporte das Nações Unidas. [59]
- 2021 - Foi considerado uma das personalidades negras mais influentes da lusofonia, listadas na PowerList100 criada pela revista Bantumen com o apoio de várias entidades. [60]
- 2023 - É condecorado com a Medalha de Mérito Cultural, atribuída pelo Ministério da Cultura. A cerimónia de entrega desta condecoração ocorreu no Estabelecimento Prisional do Linhó, no concelho de Sintra, local onde o artista participa no projecto musical De Dentro Para Fora.[61]

## Atuações
- 2019 - Festival NOS PRIMAVERA SOUND
- 2019 - Festival SUPERBOCK-SUPERROCK
- 2019 - Festival MED
- 2019 - Festival de Sines - Músicas do Mundo
- 2020 - Participação no Festival da Canção, como Autor da canção “Diz Só”
- 2020 - Espectáculo de comemoração do Dia 25 de Abril com o (Dj/ Produtor) Branko na Av. da Liberdade a convite da CML.
- 2020 - Espectáculo no Campo Pequeno em Lisboa, com o movimento BLACK LIVES MATTER
- 2020 - Actuação no Pavilhão Rosa Mota no Porto - Jogos Santa Casa da Misericórdia;
- 2020 - Actuação no mítico The Jazz Caffe no Reino Unido;[62]